# Senninha
Senninha (portugiesisch: Senninha e Sua Turma) ist eine in Brasilien durch die Zeichner Rogerio Martins Jr und Ridaut Days geschaffene Comicfigur, die auf dem dreifachen Formel-1-Weltmeister Ayrton Senna basiert. Nachdem die 1994 gestartete Serie 1999 eingestellt worden war, kam es 2008 bis 2010 zu einer Fortsetzung. Darüber hinaus gibt es Verfilmungen und eine Umsetzung als Videospiel.

## Inhalt
Die Geschichten der Heftserie drehen sich um den achtjährigen Schüler Senninha, dessen Abenteuer und seine Schulklasse. Sein Rivale ist Braço Duro. Gegen ihn tritt Senninha in Wettbewerben an und muss sich gegen Duro durchsetzen, obwohl dieser auch mit Tricks zu gewinnen versucht. Fast alle Figuren um Senninha sind wie er selbst acht Jahre alt.
- Senninha trägt stets einen roten oder blauen Rennanzug, ist freundlich und zielstrebig, aber handelt auch manchmal übereilt. Sein Helm mit dem Namen Meu Herói hat magische Fähigkeiten. Senninha kann mit ihm sprechen, während er für andere Beobachter nur wie ein normaler Helm erscheint. Auch seine beiden Hunde Becão und Bicão tragen beide einen Helm. Während Becão sich wie ein Mensch verhält, benimmt Bicão sich wie ein normaler Hund und richtet öfters Chaos an.
- Neco ist der Erfinder in der Gruppe um Senninha. Der Junge japanischer Abstammung ist der Zwillingsbruder von Coni, die sich in der Gruppe ums Geld kümmert.
- Gabi ist eine Künstlerin und besonders sensibel.
- Johnny ist mit 10 Jahren der Frauenschwarm im Freundeskreis und entwirft Rennwagen.
- Tala Larga tritt in der Gruppe als Reporter auf, der die Wettrennen aufnimmt und immer wieder versucht, Senninha zu interviewen.
- Duro umgibt sich ebenfalls mit einer Gruppe, die als Rivalen zu Senninhas Team auftreten. Er schreckt nicht davor zurück zu schummeln und ist neun Jahre alt. Das Maskottchen der Gruppe ist die Katze Tamborim.

## Entstehung und Veröffentlichungsgeschichte
Die Comicfigur wurde 1991 von Rogerio Martins Jr und Ridaut Days geschaffen. Sie sollte Kindern Werte wie Entschlossenheit, Nationalstolz und Siegeswillen vermitteln, weshalb der erfolgreiche Rennfahrer Senna als Vorlage gewählt wurde. Die erste Ausgabe einer Heftserie mit der Figur und ihren Klassenkameraden erschien am 27. Februar 1994 bei Editora Abril in Brasilien. Für jede Schule im Land wurde das 36 Seiten umfassende Heft kostenfrei zugänglich gemacht und die Figur später bei Bildungsprojekten eingesetzt. Bei der Produktion der Hefte war Instituto Ayrton Senna und HQM Editora beteiligt. Die Gewinne gingen an das Instituto Ayrton Senna, das soziale Projekte finanziert. Die Hefte verkauften sich in den Anfangsjahren 240.000 Mal pro Ausgabe. Im Jahr 1999 gingen die verlegerischen Rechte dieser ersten Serie mit Senninha an Brainstore, noch im selben Jahr wurde die Serie nach 99 Ausgaben eingestellt. Später wurden Vorwürfe und ein Rechtsstreit bekannt, in dem die Schöpfer des Comics dem Instituto Ayrton Senna vorwarfen, nie Geld für die Serie bekommen zu haben und um ihre mündliche Vereinbarung mit dem 1994 verstorbenen Senna betrogen worden zu sein.
2008 startete eine neue Serie bei HQM Editora, nun mit 32 Seiten pro Heft. Autor war Kaled Kalil Kanbour, Zeichner Anderson Nunes e Dong Han Yi, Inker Marcos Minoru Uesono und Kolorist Marcelo Conquista. Im Oktober 2010 wurde die Serie nach acht Ausgaben abgelöst durch eine Kinderserie von HQM, in der Senninha nur eine von vielen fortgesetzten Geschichten wurde. Weiterhin gingen Lizenzgebühren für die Nutzung der Figur an das Instituto Ayrton Senna.
Ebenfalls 2008 erschien in Brasilien ein Arcade-Rennspiel um die Figur Senninha, in dem auch weitere Figuren aus den Comics auftreten. Es wurde vom brasilianischen Entwickler DiverBras Entretenimento auf den Markt gebracht und mit 25 Mitarbeitern vollständig in Brasilien produziert.
Bei Discovery Kids lief 2015 die Zeichentrickserie Zupt com o Senninha mit Senninha in der Hauptrolle. Die 13 Folgen haben je eine Minute Laufzeit. Die Produktion des Studios Super Toons wurde von DK und Instituto Ayrton Senna bereits 2012 beauftragt und sollte Kindern Bildungsinhalte vermitteln. 2018 folgte die Fernsehserie Senninha na Pista Maluca mit 26 Folgen zu je 11 Minuten. Premiere war am 27. August 2018 beim Kindersender Gloobinho in Brasilien. Sie entstand erneut bei Super Toons, die Drehbücher schrieb Letícia Bulhões Padilha.